# Limpach (Luxembourg)
Pour l’article homonyme, voir Limpach (Berne).
Limpach (luxembourgeois : Lampech) est une section de la commune luxembourgeoise de Reckange-sur-Mess située dans le canton d'Esch-sur-Alzette.